# La Fille de madame Angot (film)
Pour l'opéra, voir La Fille de madame Angot.
Pour plus de détails, voir Fiche technique et Distribution.
La Fille de madame Angot est un film français de Jean Bernard-Derosne sorti en 1935.

## Fiche technique
- Titre : la Fille de madame Angot
- Titres alternatifs : La fille de Madame Angot[1] ou La fille de madame angot[2]
- Réalisation et Scénario : Jean Bernard-Derosne, assisté de Henri Calef
- Livret de : Clairville, Victor Koning, Paul Siraudin
- Dialogues : Jean-Jacques Bernard
- Musique de : Charles Lecocq
- Directeur artistique : Jean Douarinou
- Photographie : Jacques Montéran et Lucien Joulin
- Pays de production : France
- Société de production : Société Française de Productions Cinématographiques
- Format : Noir et blanc - Son mono - 1,37:1
- Genre : Comédie
- Durée : 85 minutes
- Date de sortie :
  - France : 11 octobre 1935

## Distribution
- André Baugé : Ange Pitou
- Jean Aquistapace : Larivaudière
- Moniquella : Clairette
- Arletty : Ducoudray
- Danièle Brégis : Mlle Lange
- Raymond Cordy : Louchard
- Odette Talazac : Cydalise
- Henri Marchand : Antonin
- Raymond Rognoni : Cadet
- Germaine Reuver : Thérèse
- Georges Colin : Jérôme
- Marcelle Sarret : Babet
- Sinoël : le maire
- William Aguet : Trénitz
- Nane Germon : Hersilie
- Robert Arnoux : Pomponnet
- Madeleine Guitty : Amaranthe
- Pierre Labry : Buteux
- Madeleine Robinson : l'amoureuse
- Pierre Louis : l'amoureux
- Adrienne Trenkel